# Vanilla Mood
Vanilla Mood je japonská hudební skupina zpěvaček vystupující pod značkou avex. Jejich debutové mini-album bylo dáno do prodeje 8. února 2006. To, co je činí neobyčejnými a tolik odlišným od ostatních idolů, je používání flétny, houslí, violoncella a klavíru.

## Členky
- Wakka (* 9. prosince 1980, nástroj: flétna, hudební vliv: její rodiče měli hudbu velmi v oblibě, začátek hry: v 7 letech, idoly: Diana Ross, Whitney Houston, Yoshida Miwa)
- Keiko (* 28. září 1982, nástroj: klavír, hudební vliv: hudební školu musela navštěvovat se svou sestrou, začátek hry: ve 4 letech)
- Mariko (* 14. červenec 1982, nástroj: violoncello, hudební vliv: jako malá milovala obrázek hrajícího medvěda, proto začala hrát, začátek hry: v 8 letech (ve 4 piano a housle), idoly: Turtle Island String Quartet)
- Yui (* 20. října 1982, nástroj: housle, hudební vliv: maminka byla klavíristka, její teta ji učila hrát na housle, začátek hry: ve 4 letech, idoly: Roby Lakatos, Stéphane Grappelli, Johannes Brahms)

Waka je občas vystřídána Emillee, která hraje na housle.